# DSA-352
La DSA-352 es una carretera perteneciente a la Red Secundaria de la Diputación Provincial de Salamanca que une las carreteras  DSA-350  y  SA-203 .
También pasa por las localidades de Serradilla del Arroyo y Monsagro.

## Origen y Destino
La carretera  DSA-352  tiene su origen en Serradilla del Arroyo en la intersección con la carretera  DSA-350 , y termina en la intersección con la carretera  SA-203  en Monsagro, en el Paso de los Lobos, formando parte de la Red de carreteras de Salamanca.